# Adolph Andreas von der Lühe
Adolph Andreas von der Lühe (født 18. marts 1695 på Schulenberg i Mecklenburg, død 18. oktober 1750) var en dansk amtmand.
Han var søn af Jacob Friedrich von der Lühe til Schulenberg og Anna Friederike von Bibow. Broder til Hartnack Otto von der Lühe. Nytårsdag 1714 optoges han i det samme dag oprettede landkadetkompagni, blev 1719 ansat som kornet ved Livgarden til Hest efter at have tjent en tid som page hos dronning Louise, forfremmedes 1721 til løjtnant og 1728 til kaptajnløjtnant.
Med ritmesters karakter forlod han militærtjenesten, udnævntes 1730 til kongelig staldmester, blev 1735 assessor i Hofretten og fik 1737 titel af etatsråd og bestalling som amtmand over Roskilde Amt. 1740-46 var han tillige amtmand i Tryggevælde Amt, udnævntes 1745 til konferensråd og året efter til kammerherre. 1747 fik han det hvide bånd.
Von der Lühe døde 18. oktober 1750, få dage efter at være udnævnt til stiftamtmand over Sjællands Stift. Han havde 1731 ægtet Frederikke Louise Weyse (født 1710, død 2. december 1791 i Kiel), datter af generalpostdirektør, konferensråd Andreas Weyse og Maria Elisabeth født Gasmann.
Von der Lühe var ejer af Svanholm.